# Yambuya

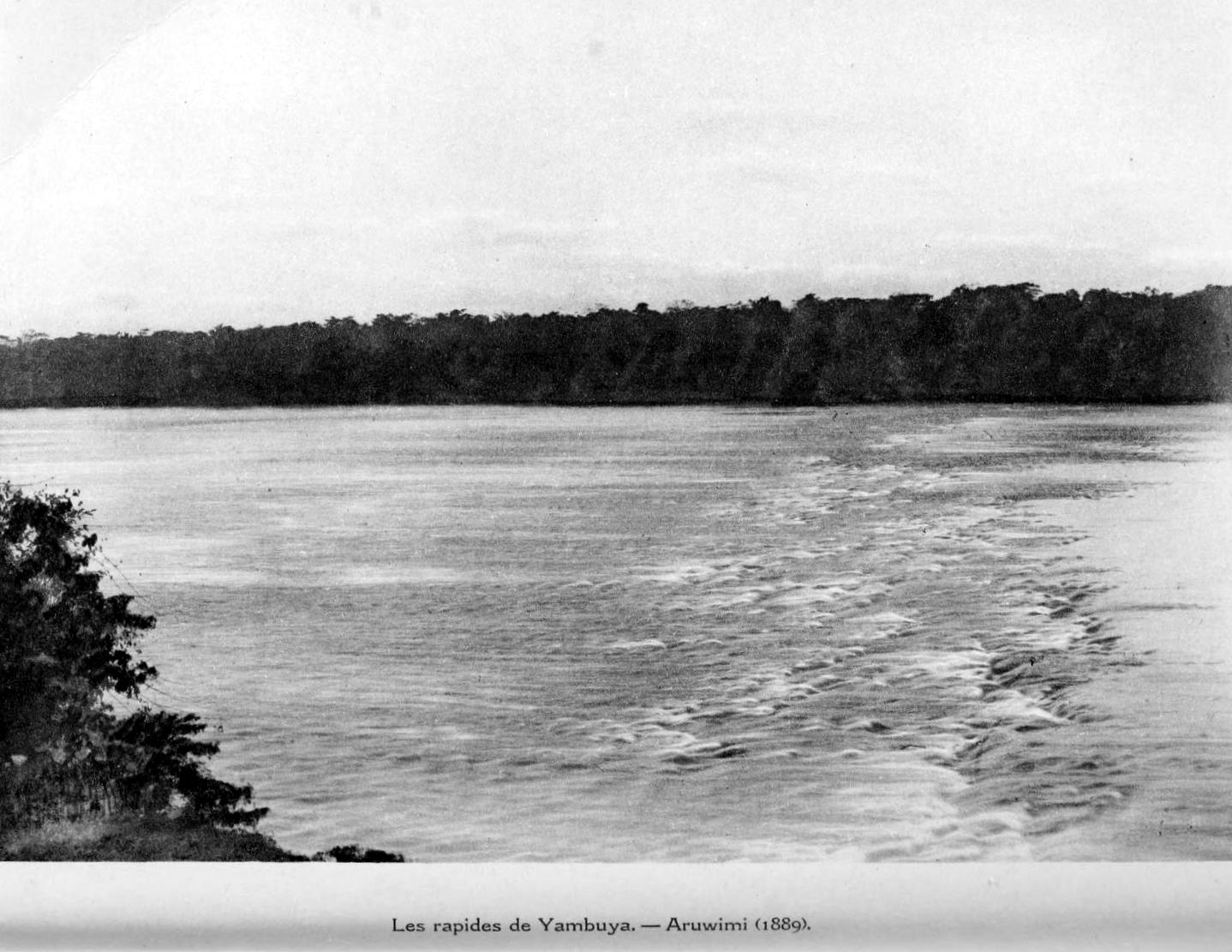
Stromschnellen bei Yambuya. - Aruwimi (1889)

Yambuya (auch: Jambuja oder Yambouya) ist ein Ort im Territorium Banalia der Provinz Tshopo in der Demokratischen Republik Kongo. Er liegt am Aruwimi-Fluss, etwa nördlich von Yangambi. Der Fluss ist nur bis Yambuya schiffbar, da er weiter flussaufwärts durch Katarakte blockiert wird.
Yambuya diente von 1886 bis 1889 als Stützpunkt der Emin-Pascha-Hilfsexpedition. Unter der Leitung von Henry Morton Stanley reiste eine Expedition von Westen nach Osten durch Zentralafrika, um Emin Pascha, von Charles George Gordon eingesetzter Gouverneur von Äquatoria im Auftrag der Khediven, zu unterstützen, der von mahdistischen Truppen bedroht wurde.